# 滑津站
滑津站（日语：／ Namezu eki */?）是位於長野縣佐久市中込，東日本旅客鐵道（JR東日本）的小海線車站。

## 歷史
- 1916年（大正5年）6月6日：佐久鐵道開設滑津停留所[1][2]。為旅客車站。
- 1934年（昭和9年）9月1日：佐久鐵道被國有化，成為國鐵滑津站[3]。
- 1944年（昭和19年）3月1日：車站廢止[1]。
- 1952年（昭和27年）3月1日：車站再次啟用[1]。為旅客車站。
- 1987年（昭和62年）4月1日：伴隨國鐵分割民營化，車站由東日本旅客鐵道（JR東日本）營運[4][5]

## 車站構造
車站是一座地面車站，設有1面1線單式月台。月台只可容納2卡車廂。在早上和黃昏通勤時段設有3卡車廂停靠此站，該列車前進方向最前的1卡車廂不會開啟車門（選擇性車門操作）。曾經在此站設有4卡車廂行走，該列車只會開啟中間2卡車廂車門。
此站是無人車站。在月台上設有候車室。

## 使用狀況
根據「長野縣統計書」，以下為1日平均乘車人次：
- 2007年度 - 79人[1]
- 2009年度 - 86人[1]
- 2010年度 - 89人
- 2011年度 - 86人

## 車站周邊
車站北邊設有滑津川流過。
- 舊中込學校（日语：旧中込学校）[1]
- 佐久市立中込小學
- 佐久綜合運動公園
  - 佐久綜合運動公園陸上競技場（日语：佐久総合運動公園陸上競技場）

## 巴士路線
- 千曲巴士（日语：千曲バス）「三家」巴士站
  - 上田佐久線
  - 中仙道線：只有一班從立科町公所出發
- 佐久市循環巴士・「三家」巴士站
  - 南循環線

## 相鄰車站
東日本旅客鐵道（JR東日本）
■小海線
中込－滑津－北中込

## 注腳
1. 1 2 3 4 5 6 7 8 9 10 11 12 13 14 15 16  信濃毎日新聞社出版部. . 信濃毎日新聞社. 2011-07-24: 141. ISBN 9784784071647 （日语）.
2. ↑  「軽便鉄道停留場設置」『官報』1916年6月13日（國立國會圖書館數碼化資料）
3. ↑  「鉄道省告示第395・396号」『官報』1934年8月25日（國立國會圖書館數碼化資料）
4. ↑  曾根悟（監修）. 朝日新聞出版分冊百科編集部（編集） , 编. . 週刊朝日百科. 3号 飯田線・身延線・小海線. 朝日新聞出版. 2009-07-26: 27 （日语）.
5. ↑  《交通年鑑 昭和63年版》交通協力會，1988年3月。

## 外部連結
- 車站資訊（滑津）：東日本旅客鐵道（日語）